# Michniów
Michniów est une localité polonaise de la gmina de Suchedniów, située dans le powiat de Skarżysko en voïvodie de Sainte-Croix.
Les 12 et 13 juillet 1943, pendant l'occupation allemande de la Pologne, environ 204 de ses habitants, y compris des femmes et des enfants, sont massacrés par l'Ordnungspolizei allemande et les SS ((en)  massacre de Michniów).